# Belgische Fußballnationalmannschaft (U-19-Junioren)
Die belgische Fußballnationalmannschaft der U-19-Junioren ist die Auswahl belgischer Fußballspieler der Altersklasse U-19. Sie repräsentiert den Königlich Belgischen Fußballverband auf internationaler Ebene, beispielsweise in Freundschaftsspielen gegen die Auswahlmannschaften anderer nationaler Verbände, aber auch bei der seit 2002 in dieser Altersklasse ausgetragenen Europameisterschaft.

## Teilnahme an U-19-Europameisterschaften
- 2002: Gruppenphase
- 2003: nicht qualifiziert (in der Eliterunde gescheitert)
- 2004: Gruppenphase
- 2005: nicht qualifiziert (in der Eliterunde gescheitert)
- 2006: Gruppenphase
- 2007: nicht qualifiziert (in der 1. Runde gescheitert)
- 2008: nicht qualifiziert (in der 1. Runde gescheitert)
- 2009: nicht qualifiziert (in der Eliterunde gescheitert)
- 2010: nicht qualifiziert (in der Eliterunde gescheitert)
- 2011: Gruppenphase
- 2012: nicht qualifiziert (in der Eliterunde gescheitert)
- 2013: nicht qualifiziert (in der Eliterunde gescheitert)
- 2014: nicht qualifiziert (in der Eliterunde gescheitert)
- 2015: nicht qualifiziert (in der Eliterunde gescheitert)
- 2016: nicht qualifiziert (in der Eliterunde gescheitert)
- 2017: nicht qualifiziert (in der Eliterunde gescheitert)
- 2018: nicht qualifiziert (in der Eliterunde gescheitert)
- 2019: nicht qualifiziert (in der Eliterunde gescheitert)
- 2020: für die Eliterunde qualifiziert, diese und das Turnier dann abgesagt
- 2022: nicht qualifiziert (in der Eliterunde gescheitert)

| Bilanz     | Bilanz | Bilanz | Bilanz | Bilanz      | Bilanz | Bilanz    | Bilanz       |
| Runde      | Spiele | Siege  | Remis  | Niederlagen | Tore   | Gegentore | Tordifferenz |
| ---------- | ------ | ------ | ------ | ----------- | ------ | --------- | ------------ |
| 1. Runde   | 063    | 40     | 11     | 12          | 162    | 68        | 094          |
| Eliterunde | 052    | 24     | 15     | 13          | 080    | 61        | 019          |
| Endrunde   | 012    | 01     | 04     | 07          | 012    | 27        | −15          |
| Gesamt     | 127    | 65     | 30     | 32          | 251    | 156       | 098          |